# Horhát
Horhát (szlovákul: Hrochoť) község Szlovákiában, a Besztercebányai kerületben, a Besztercebányai járásban.

## Fekvése
Besztercebányától 18 km-re délkeletre fekszik.

## Története
A község területe ősidők óta lakott, a határában emelkedő Chochulka nevű dombon vaskori település maradványait találták meg.
A település a 15. század elején keletkezett. 1424-ben „Horhagh” alakban említik először. 1479-ben királyi kiváltságokat kapott. Ebben az évben „Chrocot” néven írják, majd 1507-ben „Rochod”, 1519-ben „Hrohok”, 1521-ben „Hrochott”, 1527-ben „Rovhota” alakban szerepel az írott forrásokban. A 16. és 19. század között Zólyom várának tartozéka volt. Lakói állattartással, erdei munkákkal, mezőgazdasággal, fuvarozással, fazsindely készítéssel foglalkoztak.
A 18. század végén Vályi András így ír róla: „HROCHOTZ. Tót falu Zólyom Várm. földes Ura H. Eszterházy Uraság, lakosai katolikusok, fekszik Zólyomhoz 1 2/4 mértföldnyire, Ocsovának filiája, legelője elég, fája tűzre, és épűletre van, de határja sovány, hegyes, köves, és hideg.”
Fényes Elek 1851-ben kiadott geográfiai szótárában így ír a faluról: „Hrochot, tót falu, Zólyom vmegyében, erdős hegyek közt, Pojniktól délre 1 mfld: 43 kath., 781 evang. lak., kik robotot nem szolgáltak, hanem e helyett más szolgálatra, mint p. o. levélhordásra használtattak. Ezek egyszersmind híres lövészek. F. u. h. Eszterházy. Ut. p. Nagy-Szalatna.”
A trianoni diktátumig területe Zólyom vármegye Nagyszalatnai járásához tartozott.
Öt tantermes általános iskoláját az 1980-as években építették.

## Népessége
| Év:            | 1994. | 2004.   | 2014.   | 2024.   |
| -------------- | ----- | ------- | ------- | ------- |
| Emberek száma: | 1347  | 1432    | 1502    | 1428    |
| Eltérés:       |       | +6,31 % | +4,88 % | -4,92 % |

| Év:            | 2023. | 2024.   |
| -------------- | ----- | ------- |
| Emberek száma: | 1432  | 1428    |
| Eltérés:       |       | -0,27 % |

1880-ban 983-an lakták, ebből 938 szlovák és 1 magyar anyanyelvű.
1890-ben 1051 lakosából 1009 szlovák anyanyelvű volt.
1900-ban 1177 lakosából 1123 szlovák és 11 magyar anyanyelvű volt.
1910-ben 1273-an lakták, ebből 1189 szlovák és 17 magyar anyanyelvű.
1921-ben 1275 lakosa mind csehszlovák volt.
1930-ban 1385 lakosából 1384 csehszlovák volt.
1991-ben 1355-en lakták: 1328 szlovák és 1 magyar.
2001-ben 1374 lakosából 1358 szlovák volt.
2011-ben 1499-en lakták: 1404 szlovák és 2 magyar.
2021-ben 1452 lakosából 4 (+2) magyar, 1312 (+2) szlovák, 7 (+16) cigány, 5 egyéb és 124 ismeretlen nemzetiségű volt.

## Neves személyek
- Itt született Abrahamides Izsák evangélikus püspök, író.
- Itt élt 1847 és 1856 között Andrej Braxatoris Sládkovič evangélikus püspök, költő. Egykori lakóhelyét emléktábla jelzi.
- Itt élt egy ideig Ludo Ondrejov (1901-1962) szlovák író.

## Nevezetességei
- Barokk evangélikus temploma 1830-ban épült.
- A község gazdag népi hagyományokkal, népviselettel, népzenével rendelkezik.

## Külső hivatkozások
- Községinfó
- Horhát Szlovákia térképén
- Tourist-channel.sk
- E-obce.sk